# St. George’s Tower (Leicester)

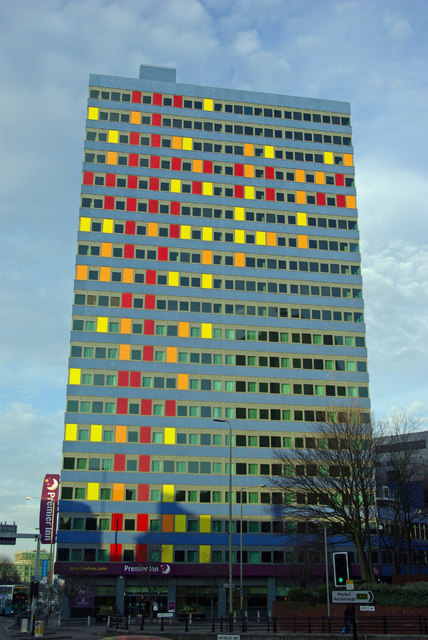
Zdjęcie budynku z 2009 roku. (Premier Inn Hotel)

St. George’s Tower – drugi co do wysokości budynek w mieście Leicester w Wielkiej Brytanii, położony w centrum miasta przy ul. 1 St George’s Way obok głównego dworca kolejowego. Jego obecna nazwa to St Georges Central International. Mieści się w nim hotel Premier Inn ze 120 pokojami gościnnymi. Budynek mierzy 82 metry i posiada dwadzieścia kondygnacji.